# Cornelius Jakhelln
Cornelius Jakhelln anche conosciuto come Cornelius von Jackhelln (Oslo, 1977) è un cantante, poeta, scrittore chitarrista e bassista norvegese.

## Biografia

### Musicista
Cornelius aveva 18 anni quando insieme a Lars "Lazare" Nedland formò la band avant-garde metal Solefald. Nella band Cornelius era il cantante principale, chitarrista, bassista e compositore sia delle musiche che della maggior parte dei testi. I Solefald hanno pubblicato da allora una demo e sei album.
La prima volta che Cornelius ha registrato qualcosa con un'altra band che non fossero i Solefald fu nel luglio 1999, quando Cornelius partecipò in qualità di cantante per la band gothic metal Monumentum, cantando le canzoni Black and Violet, una cover della band italiana Death SS, e The Colour of Compassion. Queste registrazioni furono pubblicate nel 2004 nell'album dei Monumentum Metastasi.
Nel 2003, Jakhelln ha iniziato a lavorare su una nuova band. Il nome scelto è stato Sturmgeist, e la band suona uno stile sperimentale di black/thrash metal con i testi cantati in inglese, norvegese e tedesco che parlano di mitologia germanica e delle poesie di Johann Wolfgang von Goethe. Il 24 gennaio 2005, Sturmgeist ha pubblicato il suo primo album intitolato Meister Mephisto presso la casa discografica Season of Mist. Da allora, Sturmgeist ha preso parte ad un piccolo tour europeo e ha reclutato due nuovi membri, John "Panzer" Jacobsen alla chitarra e Christian "Anti Christian" Svendsen alla batteria, mettendo così fine al periodo nel quale la band era formata da una sola persona. Il secondo album degli Sturmgeist, intitolato Über, è stato pubblicato il 16 ottobre 2006 presso la Season of Mist.
Il 26 agosto 2005, Cornelius ha annunciato sul suo sito ufficiale che registrerà un album di musica elettronica a Sofia, in Bulgaria, album che stava progettando da sei anni. Cornelius ha descritto il progetto come una combinazione di elettronica, darkwave, hip hop, drum and bass e black metal.

### Scrittore
Oltre ad essere un musicista, Cornelius è stato uno scrittore per molto tempo della sua vita. Ha pubblicato molti suoi scritti su giornali e magazine, e una tetralogia di poemi intitolata Quadra Natura, per la quale ha anche vinto un riconoscimento. Il terzo volume di questa raccolta di quattro libri, intitolato Fagernorn. Quadra Natura 0111 è stato pubblicato il 16 marzo 2006.
Sta inoltre scrivendo il libretto per un'opera lirica contemporanea che racconta la storia del periodo pagano nel Nord.

## Discografia

### Con i Solefald
- 1996 - Jernlov (demo)
- 1997 - The Linear Scaffold
- 1999 - Neonism
- 2001 - Pills Against the Ageless Ills
- 2003 - In Harmonia Universali
- 2005 - Red for Fire: An Icelandic Odyssey Part 1 ()
- 2006 - Black for Death: An Icelandic Odyssey Part 2

### Con gli Sturmgeist
- 2005 - Meister Mephisto
- 2006 - Über

### Come musicista ospite
- 2004 - Monumentum: cantante nelle canzoni Black and Violet e The Colour of Compassion nell'album Metastasi.

## Libri pubblicati
- Gebura Muse. Quadra Natura 0001 23 agosto, 2001 a Oslo, editore Aschehoug
- Yggdraliv. Quadra Natura 0011 19 maggio, 2004 a Oslo, editore Tiden
- Fagernorn. Quadra Natura 0111 15 maggio, 2006 a Oslo, editore Tiden